# دیوید وربورگ
دیوید وربورگ (انگلیسی: David Verburg؛ زادهٔ ۱۴ مهٔ ۱۹۹۱) دونده اهل ایالات متحده آمریکا است.
وی در مسابقات کشوری و بین‌المللی در مجموع برندهٔ ۱ مدال طلا شده‌است.